# Flashback (televisieprogramma)
Flashback is een realityprogramma van BNN dat zich afspeelde in Zuid-Afrika. Tijdens de opdrachten kunnen punten worden gewonnen en verloren maar tegelijk moeten de kandidaten hun omgeving goed in de gaten houden en op details letten. Over deze details worden in het laatste onderdeel vragen gesteld. De serie startte met 5 duo's en na elke aflevering viel de kandidaat met het laagste aantal punten af. Patrick Lodiers leidde het programma. De prijs voor de winnaar was een goudstaaf ter waarde van 15.000 euro. Deze werd uiteindelijk gewonnen door Sanne.
Flashback wordt geproduceerd door Blazhoffski. Nederland is het eerste land dat Flashback uitzendt.

## Seizoen 2011
Seizoen 2011 speelde zich af in Zuid-Afrika.
| Naam     | Week 1 | Week 2 | Week 3 | Week 4 | Week 5 | Week 6 | Week 7 | Week 8 | Opmerking           |
| -------- | ------ | ------ | ------ | ------ | ------ | ------ | ------ | ------ | ------------------- |
| Lizzy    |        |        |        |        |        |        |        |        | Afvaller 2          |
| Daisy    |        |        |        |        |        |        |        |        | Verliezend finalist |
| Raimond  |        |        |        |        |        |        |        |        | Afvaller 6          |
| Jessica  |        |        |        |        |        |        |        |        | Afvaller 4          |
| Danielle |        |        |        |        |        |        |        |        | Afvaller 7          |
| Jeffrey  |        |        |        |        |        |        |        |        | Verliezend finalist |
| Henny    |        |        |        |        |        |        |        |        | Afvaller 1          |
| Sanne    |        |        |        |        |        |        |        |        | Winnaar             |
| Luit     |        |        |        |        |        |        |        |        | Afvaller 3          |
| Onne     |        |        |        |        |        |        |        |        | Afvaller 5          |

Legenda:
 Kandidaat is eerder/week er voor afgevallen
 Kandidaat is nog in het spel